# Gilberto Tim
Gilberto Pazzeto, mais conhecido como Gilberto Tim (Porto Alegre, 1º de setembro de 1942 – Porto Alegre, 13 de junho de 1999), foi um futebolista, treinador e preparador físico brasileiro. Foi integrante das comissões técnicas da Seleção Brasileira nas Copas do Mundo de 1982 e de 1986.

## Carreira
Como jogador, Gilberto Tim atuava como lateral-esquerdo e iniciou no Esportivo de Bento Gonçalves, passando por São José, Internacional, Novo Hamburgo, Ferroviário-PR, Corinthians e Metropol. Após deixar os gramados, começou sua carreira de preparador nas categorias inferiores do Internacional em 1970, sendo logo promovido aos profissionais.
Na função, revolucionou ao introduzir o alongamento no treinamento dos jogadores. Criou uma sala de musculação no Complexo Beira-Rio. Trabalhando ao lado do técnico Rubens Minelli no Internacional, sagrou-se campeão brasileiro pelo Inter em 1975 e 1976, transferindo-se para o Coritiba em 1978, onde trabalhou com Ênio Andrade. Ambos transferiram-se para o Internacional em 1979, onde conquistaram o campeonato nacional de forma invicta. Em diversas ocasiões, Gilberto Tim assumiu interinamente como treinador da equipe colorada na década de 1970.
Foi convidado para integrar a comissão do técnico Telê Santana nas Copas do Mundo de 1982, na Espanha, e de 1986, no México. Reencontrou Rubens Minelli no Grêmio, onde foi campeão gaúcho de 1985. Passou também por Corinthians, Santos, Palmeiras (entre 1987 e 1988) e Belenenses de Portugal. Em 1988, teve uma passagem como treinador do Coritiba, assumindo o clube durante três meses. Acabou de volta ao antigo posto, retornando ao Grêmio em 1989, assumindo no lugar de Carlinhos Neves. Ao lado de Cláudio Duarte, foi campeão gaúcho e da primeira edição da Copa do Brasil no mesmo ano. Teve outras duas passagens pelo Coritiba em 1991 e 1994.

## Morte
Portador do mal de Alzheimer, Gilberto Tim teve uma parada cardiorrespiratória em sua casa na noite de 13 de junho de 1999, vindo a morrer. Foi sepultado no dia seguinte no Cemitério Jardim da Paz, em Porto Alegre.

## Títulos

### Como preparador físico
Internacional
- Campeonato Gaúcho: 1971, 1972, 1973, 1974, 1975 e 1976
- Campeonato Brasileiro: 1975, 1976 e 1979

Coritiba
- Campeonato Paranaense: 1979

Grêmio
- Campeonato Gaúcho: 1985 e 1989
- Copa do Brasil: 1989